# Александровский сельсовет (Пензенская область)
Александровский сельсовет — сельское поселение в Бессоновском районе Пензенской области Российской Федерации.
Административный центр — село Александровка.

## История
Статус и границы сельского поселения установлены Законом Пензенской области от 2 ноября 2004 года № 690-ЗПО «О границах муниципальных образований Пензенской области».

## Население
| 2002 | 2010 | 2012 | 2013 | 2014 | 2015 | 2016 |
| ---- | ---- | ---- | ---- | ---- | ---- | ---- |
| 479  | ↘411 | ↘401 | ↘398 | ↘396 | ↗411 | ↗414 |
| 2017 | 2018 | 2021 |      |      |      |      |
| →414 | ↘401 | ↘359 |      |      |      |      |

## Состав сельского поселения
| № | Населённый пункт | Тип населённого пункта       | Население |
| - | ---------------- | ---------------------------- | --------- |
| 1 | Александровка    | село, административный центр | ↘285      |
| 2 | Сергеевка        | деревня                      | 126       |